# Deshayesiella curvata
Deshayesiella curvata is een keverslakkensoort uit de familie van de Leptochitonidae. De wetenschappelijke naam van de soort is voor het eerst geldig gepubliceerd in 1879 door Carpenter in Dall.